# هانس بيتر بول (متزحلق نوردي مزدوج)
هانس بيتر بول (بالألمانية: Hans-Peter Pohl)‏ هو متزحلق نوردي مزدوج ألماني، ولد في 30 يناير 1965 في تريبرغ في ألمانيا.

## وصلات خارجية
- هانس بيتر بول على موقع الاتحاد الدولي للتزلج (التزلج النوردي المزدوج) (الإنجليزية)
- هانس بيتر بول على موقع أوليمبيديا (الإنجليزية)